# Далай-лама III
Сонам Г'яцо (тиб. བསོད་ ནམས་ རྒྱ་མཚོ་, вайлі: bsod nams rgya mtsho; 1543–1588) — 3-й Далай-лама, тибетський релігійний і політичний діяч.

## Біографія
Народився в 1543 році неподалік від Лхаси в багатій родині. Всі попередні діти його батьків загинули, і в спробі «відвести біду» від новонародженого вони годували його молоком білої кози і дали йому ім'я Рану Січо Пелзанг, яке перекладається як «Багач, врятований молоком кози».
У 1546 році у віці трьох років був визнаний реінкарнацією Гендуна Гьяцо. У супроводі великої процесії хлопчика перевезли в монастир Дрепунг, де згодом його постригли і благословили на трон Панченом Сонам Драгпа. Панчен Сонам Драгпа був п'ятнадцятим Ганденом Тріпа і став наставником для тулку.
Ім'я Сонам Г'яцо отримав у віці 7 років. У 1552 році, пройшовши навчання в монастирі Дрепунг, він став його настоятелем, а в 1558 очолив також монастир Сера.
У 1574 році він заснував монастир Намг'ял (первинна назва — Пенде Лекшей Лінг), який до цього часу є особистим монастирем Далай-лам.
У 1578 році монгольський хан Алтин запросив його в свою країну, де Сонам Г'яцо брав участь в з'їзді монгольських князів. Хан подарував йому золоту печатку з написом: «Печатка Ваджрадгари — Далай-лами. Нехай буде перемога!», а Сонам Г'яцо подарував у відповідь монгольського хану ім'я Брахма, владика релігії.
Далай-лама III заснував монастир Кумбум на місці народження Цонкапи, монастир Літанг — в Кхамі, а також безліч монастирів в Монголії, де він і помер в 1588 році.